# Dominanta architektoniczna

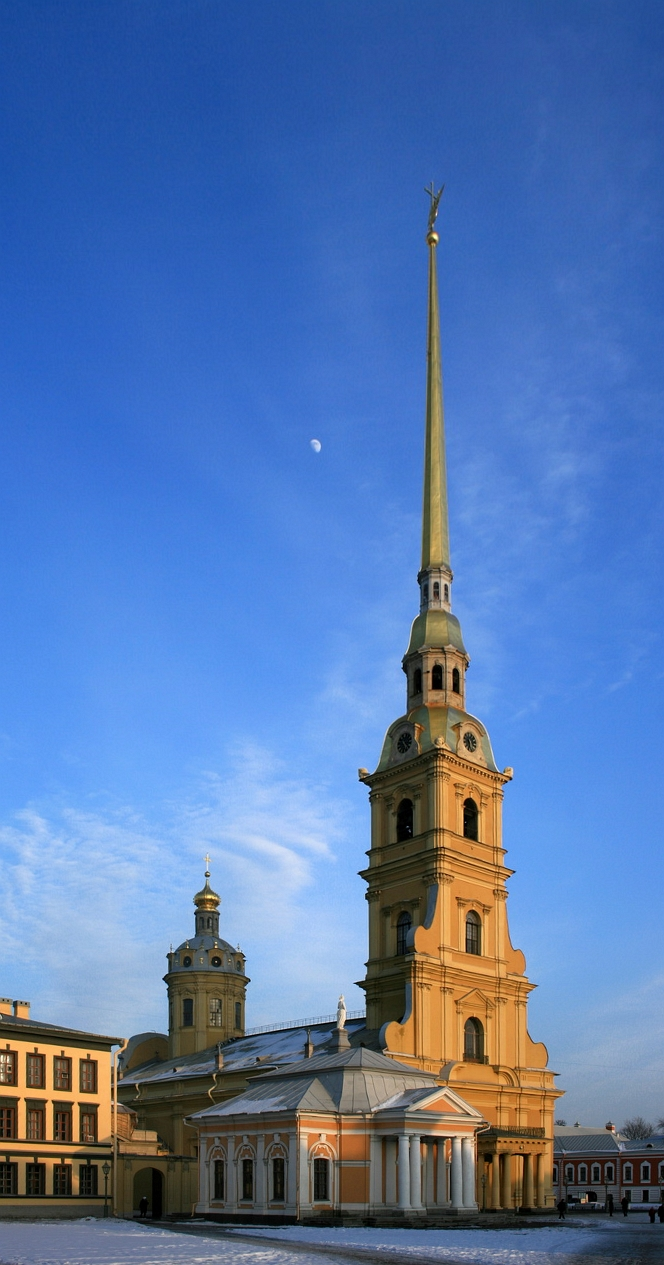
Sobór Pietropawłowski – jedna z dominant architektonicznych Petersburga

Dominanta architektoniczna – główny, wysuwający się na pierwszy plan, element architektoniczny, stanowiący formalnie najważniejszy akcent architektonicznej budowli, któremu podporządkowane są inne składniki. Główny akcent kompozycji architektonicznej lub urbanistycznej.